# Everything I Own
Everything I Own è una canzone scritta da David Gates. Originariamente registrata dalla band dello stesso Gates, i Bread, per il loro album del 1972, Baby, I'm A Want You, il brano è diventato un classico famoso, di cui sono state realizzate numerose cover, sia da artisti solisti che da altri gruppi musicali, tra cui il cantante Jack Jones, Ken Boothe, Olivia Newton-John, Boy George, la boy band 'N Sync, Jude e Rod Stewart. La versione originale di David Gates & Bread ha raggiunto la posizione numero 5 della Billboard Hot 100.
La versione di Ken Boothe è arrivata invece fino alla prima posizione della Official Singles Chart nel mese di ottobre del 1974, restandovi per tre settimane.

## Versione di Boy George
Il cantante anglo-irlandese Boy George ha realizzato nel 1987 una cover del brano, inserendolo nel suo album di debutto Sold e pubblicandolo come singolo. Il singolo, che ha rappresentato il primo successo solista per l'ex leader dei Culture Club, raggiunse la vetta della Official Singles Chart nel marzo del 1987 e il primo posto nella classifica generale europea, rimanendovi per due settimane. Nel 2019, l'arrangiatore Marc Engelhard ha cantato la sua versione del classico.

### Tracce
Vinile 7"
1. Everything I Own «7" Version» - 3:57 (Gates)
2. Use Me - 3:55 (O'Dowd/Martin/Stevens)

Musicassetta
1. Everything I Own «P. W. Botha 12" Mix» - 7:15 (Gates)
2. Everything I Own «7" Version» - 3:57 (Gates)
3. Everything I Own «Dub Version» - 4:35 (Gates)
4. Use Me - 3:55 (O'Dowd/Martin/Stevens)

Vinile 12"
1. Everything I Own «P. W. Botha 12" Mix» - 7:15 (Gates)
2. Everything I Own «Dub Version» - 4:35 (Gates)
3. Use Me - 3:55 (O'Dowd/Martin/Stevens)